# Berlinale 1983
La Berlinale 1983, 33e édition du festival international du film de Berlin (33. Internationalen Filmfestspiele Berlin), s'est tenue du 18 au 3 mars 1983.

## Jury
- Jeanne Moreau  France, présidente du jury
- Joseph L. Mankiewicz  États-Unis
- Alex Bänninger  Allemagne
- Franco Brusati  Italie
- Ursula Ludwig  Allemagne
- Kurt Maetzig  Allemagne
- Franz Seitz  Allemagne
- Huang Zongjiang  Chine
- Elem Klimov  Russie

## Sélections

### Compétition
La sélection officielle en compétition se compose de 24 films.
- Ascendancy d'Edward Bennett
- Cap Canaille de Juliet Berto et Jean-Henri Roger
- Dans la ville blanche d'Alain Tanner
- Der er et yndigt land de Morten Arnfred
- Der Stille Ozean de Xaver Schwarzenberger
- Plus rien à perdre (Dies rigorose Leben) de Vadim Glowna
- Le Vautour (Dögkeselyű) de Ferenc András
- Le Fantôme (Das Gespenst) de Herbert Achternbusch[2]
- Ferestadeh de Parviz Sayyad
- Eine Saison in Hakkari d'Erden Kıral
- Hécate, maîtresse de la nuit (Hécate) de Daniel Schmid
- L'Amie (Heller Wahn) de Margarethe von Trotta
- Les Miracles (Himala) d'Ishmael Bernal
- La Belle Captive d'Alain Robbe-Grillet
- La Ruche (La colmena) de Mario Camus
- Mo sheng de peng you de Xu Lei
- Neúplné zatmění de Jaromil Jireš
- Pauline à la plage d'Éric Rohmer
- Pra Frente, Brasil de Roberto Farias
- That Championship Season de Jason Miller
- Utopia de Sohrab Shahid Saless
- La Rue des miroirs (Via degli specchi) de Giovanna Gagliardo
- Amoureux volontaire (Vlyublyon po sobstvennomu zhelaniyu) de Sergueï Mikaelian
- Yajū deka d'Eiichi Kudō

### Hors compétition
8 films sont présentés hors compétition.
- Le Champ de lin (De vlaschaard) de Jan Gruyaert
- Temps réel (Echtzeit) de Hellmuth Costard et Jürgen Ebert
- In the King of Prussia d'Emile de Antonio
- Klassen Feind de Peter Stein
- Koyaanisqatsi de Godfrey Reggio
- Krieg und Frieden de Stefan Aust, Axel Engstfeld, Alexander Kluge et Volker Schlöndorff
- Sans soleil de Chris Marker
- Tootsie de Sydney Pollack

## Palmarès
- Ours d'or : ex æquo Ascendancy d'Edward Bennett et La Ruche de Mario Camus
- Ours d'argent (Grand prix du jury) : Eine Saison in Hakkari d'Erden Kıral
- Ours d'argent du meilleur acteur : Bruce Dern dans That Championship Season
- Ours d'argent de la meilleure actrice : Ievguenia Glouchenko dans Amoureux volontaire
- Ours d'argent du meilleur réalisateur : Éric Rohmer pour Pauline à la plage
- Ours d'argent pour une contribution notable : Xaver Schwarzenberger pour Der Stille Ozean

- Mentions spéciales:
  - Mo sheng de peng you de Lei Xu
  - Der er et yndigt land de Morten Arnfred
  - Plus rien à perdre (Dies rigorose Leben) de Vadim Glowna